# Star Alliance
Star Alliance — найстаріший з існуючих, найбільший і найбільш представницький авіаційний альянс у світі. Штаб-квартира об'єднання знаходиться у Франкфурті, Німеччина, тут працюють близько 70 співробітників з більш ніж 20 різних країн.
Альянс був утворений 14 травня 1997 п'ятьма великими авіакомпаніями: Air Canada, Lufthansa, Scandinavian Airlines, Thai Airways International та United Airlines. На початок 2013 року в склад об'єднання входять 27 авіакомпаній.
Щодня 4570 літаками авіакомпаній альянсу виконується 21 900 регулярних рейсів між 1329 аеропортам у 194 країнах світу. За рік послугами альянсу користуються понад 670 мільйонів пасажирів. Загальна вартість альянсу становить понад 181 мільярд $. (станом на початок 2013 року згідно з офіційними даними Star Alliance)